# Hajsza a föld alatt (film, 1974)

A New York-i 6-os számú metróvonal

A Hajsza a föld alatt (eredeti cím: The taking of Pelham One Two Three) egy 1974-ben bemutatott amerikai bűnügyi film, mely Morton Freedgood (írói álneve: John Godey) azonos című regénye alapján készült. Főszereplői Walter Matthau és Robert Shaw. A regényt 2009-ben újra megfilmesítették (rendezője: Tony Scott, a főszereplők Denzel Washington és John Travolta).

## Cselekmény
Egy téli napon négy külön állomáson négy férfi száll fel a New York-i metró Pelham és a Brooklyn Bridge állomás között járó 6-os számú vonalára. Látszólag egymástól függetlenek, mind a négy szemüveges, bajszos, hasonló kalapot és télikabátot visel. Egymást álneveken szólítják (Mr. Blue, Mr. Green, Mr. Grey, Mr. Brown). A banda vezére Mr. Blue., Mr. Green pedig náthás, folyamatosan tüsszög.
Az egyik megállóban előveszik automata fegyvereiket, majd átveszik a szerelvény irányítását. Behajtanak az alagútba, megállnak, lekapcsolják az első kocsit, melynek utasait túszul ejtik. Nem tudják, de az egyik utas szabadnapos rendőr. A forgalom az egész vonalon megbénul.
Az irányítóközpontban észlelik a leállást, de okát nem tudják, a vonat vezetőjét hibáztatják. 14 óra 10-kor Mr. Blue rádión bejelenti igényét, egymillió dollár pontosan egy órán belül, vagy 14 óra 13 perckor megkezdi a túszok kivégzését, percenként egyet. A rablókkal a kapcsolat tartása és az akció irányítása Zachary Garber, a metrórendőrség hadnagyának a feladata. Hamarosan elszabadul a pokol. Az egyik forgalmi felügyelő a figyelmeztetés ellenére odamegy a vonathoz, hogy majd ő rendet tesz, erre Mr. Grey lelövi. A polgármester eleinte nem akar fizetni, de végül politikai okokból belemegy, a város kifizeti a váltságdíjat. A rendőrség különleges egysége ezalatt megszállja az alagutat, de egyelőre nem támadnak.
A bandán belül is ellentétek vannak. Mr. Blue azelőtt zsoldosvezér volt, kőkemény, de nem öncélúan kegyetlen. Mr. Brown egykori hűséges embere, megbízható és fegyelmezett, Mr. Green viszont csak egy amatőr, azért vették be, mert egykor metróvezető volt, tudja a kocsit irányítani. A többiekkel ellentétben Mr. Grey már egy új típusú, gátlástalan gengszter, öncélúan kegyetlen, fegyelmezetlen, Mr. Blue sem bízik benne. A feleslegesen lelőtt forgalmi ellenőr is az ő áldozata.
Az idő rohamosan fogy. A pénzt a bankban már összekészítették, éppen időre oda is értek volna vele, de a szállító rendőrautó balesetbe kerül és felborul. A pénzt rendőrmotorral viszik tovább, de már nem érnek oda időben. A gengszterek készülnek az első túsz lelövésére, mikor Zachary blöfföl egyet, azt hazudja, a pénz megérkezett. Megbeszélik, hogy a pénzt öt perc múlva két gyalogos rendőr dobja be a metrókocsiba. Már viszonylag békésen lezajlana az akció, mikor az alagútban lévő egyik rendőr rálő Mr. Brownra, ezután komoly lövöldözés tör ki, de nincs további sérült. Megtorlásul Mr. Blue lelő egy túszt, a vonat fiatal kalauzát.
A pénz átvétele után még meg kell szökniük. Végig szabad pályát és zöld jelzést követelnek a folyó partján lévő megállóig, majd azt meg sem várva az alagútban lévő kommandósokra hivatkozva elindulnak. A rendőrök azt hiszik, valahol a folyóparton akarnak átszállni, esetleg egy hajóra. Mivel a pálya szabaddá tétele még nem történt meg, tilos jelzést kapnak, de a rablók terve éppen erre épül. A szabad jelzésig tartó pár perc alatt némi alvázszereléssel kiiktatják a kocsi biztonsági berendezéseit. Az ezután vezető nélkül is működő kocsit elindítják, de előtte leszállnak róla. Leveszik a sapkákat, szemüveget, álbajuszt, céljuk, hogy egy vészkijáraton megszökjenek. Mr. Grey azonban nem engedelmeskedik Mr. Blue parancsának, nem adja le gépfegyverét, ezért Mr. Blue lelövi. A ruhája alá rejtett pénzt elosztják a volt vonatvezetővel. A kocsin rejtőzködő civilruhás rendőr  a banda távozása után leugrik utánuk, majd lelövi Mr. Brownt, Mr. Blue viszont őt lövi meg (és ő maga is komolyan megsérült).
A rendőrfőnök a felszínen követné a száguldó metrót, de Zachary gyanút fog, visszaindul az utolsó megállási helyre, az alagútba. Mr. Blue  odamegy a sérült rendőrhöz, hogy agyonlője, de ekkor odaér Zachary, rá célzott pisztollyal. Mr. Blue megpróbálja megvesztegetni, de nem sikerül. Rájön, hogy vesztett. Ezután, hogy elkerülje a letartóztatást és az életfogytiglant, öngyilkos lesz, ráteszi lábát a metró nagyfeszültségű vezetősínére. 
A folyóig zöld jelzést kapott, teljes sebességgel száguldó, túszokkal teli metrókocsi végül megáll a túl nagy sebesség miatt aktivizálódó, kiiktathatatlan biztonsági féknek köszönhetően. A lelőtt kalauz kivételével az összes túsz megúszta az ügyet. A kocsin utazó, az egész támadást végigalvó részeg nő is felébred a fékezésre.
Mr. Green, a metrót vezető bandatag még szabad. Zachary háttérben indított nyomozása során (mint az utóbbi időben elbocsájtott alkalmazott), többek mellett ő is gyanúba kerül, ezért meglátogatják. Mivel a pénzt már eldugta, a kérdésekre is meg tud felelni, a rendőrök elmennek. Mikor becsukja utánuk az ajtót, eltüsszenti magát, ezzel ő is lebukik.

## Bemutatók
A filmet 1974 szeptemberében mutatták be a San Sebastiani filmfesztiválon, Spanyolországban. USA mozibemutatója 1974. október 2-án volt. A magyarországi mozibemutatóra közel öt évvel később került sor, 1979. június 28-án. Televízióban többször vetítették, több magyar szinkron is készült. A magyar DVD a Fantasy Film kiadásában, a Hollywood Movie Classic sorozatban jelent meg, eredeti hanggal és az RTL klub féle magyar szinkronnal.

## Korhatár
Noha a film erőszakosságában nem hasonlítható a későbbi idők filmjeihez, az erőszakot naturalisztikusan és valósághűn mutatja be. A filmben szabadszájú párbeszédek hallhatók, elejtett utalások történnek rasszizmusra, nőellenességre, a választóik életét semmibe vevő politikusi magatartásra. Mindezek miatt a filmet nálunk 16 éven felülieknek szólóan forgalmazták.

## Díj jelölések
- David Shire zeneszerző – Anthony Asquith Award for Film Music, jelölés a film zenéjéért
- Martin Balsam – BAFTA Film Award, legjobb mellékszereplő jelölés
- Peter Stone – WGA Award Best Drama Adapted from Another Medium, legjobb regényadaptáció jelölés

## Szereplők
| Szerep                                                                     | Színész            | 1. magyar szinkron (1987) | 2. magyar szinkron     | 3. magyar szinkron |
| -------------------------------------------------------------------------- | ------------------ | ------------------------- | ---------------------- | ------------------ |
| Zachary Garber, a metrórendőrség hadnagya                                  | Walter Matthau     | Kristóf Tibor             | Rajhona Ádám           | Kertész Péter      |
| Bernard Grier (Mr. Blue), egykori brit zsoldosvezér, most a banda vezetője | Robert Shaw        | Dörner György             | Kránitz Lajos          | Barbinek Péter     |
| Harold Longman (Mr. Green), egykori metróvezető                            | Martin Balsam      | Szabó Ottó                | Dobránszky Zoltán      | Balázsi Gyula      |
| Giuseppe Benvenuto (Mr. Grey), fegyelmezetlen bandatag                     | Héctor Elizondo    | Vass Gábor                | Sztarenki Pál          | Breyer Zoltán      |
| George Steever (Mr. Brown), Mr. Blue embere                                | Earl Hindman       | Trokán Péter              | Csankó Zoltán          |                    |
| Denny Doyle, kalauz, Mr. Blue áldozata                                     | James Broderick    | Székhelyi József          | Rosta Sándor           | Háda János         |
| Frank Correll, Zachary kiabálós kollégája                                  | Dick O'Neill       | Huszár László             | Koroknay Géza          | Uri István         |
| Al, a polgármester                                                         | Lee Wallace        | Versényi László           | Sinkovits-Vitay András | Berzsenyi Zoltán   |
| Caz Dolowicz, a dagi, a Mr. Grey által lelőtt forgalmi ellenőr             | Tom Pedi           | Gera Zoltán               | Konrád Antal           | Garai Róbert       |
| szabadnapos rendőr a metrón                                                | William Snickowski |                           |                        |                    |

## Érdekességek
- A film jeleneteit New York utcáin és a metróban forgatták. Az irányítóközpontot stúdióban építették fel.
- A maga idejében igen erőszakos filmnek számított.
- A metró tömeges graffitizése és rongálása a film készítésének idejében még nem kezdődött el.
- A film készítésének időpontjában New York államban nem volt halálbüntetés, illetve kivégzés, ez a filmben is szóba kerül, a bandavezér rákérdez, majd öngyilkos lesz.
- A követelésben szereplő 1 millió dollár abban az időben rendkívül nagy pénznek számított.